# Natalie LaRue
Natalie LaRue é uma cantora, compositora estadunidense de Nashville, Tennessee. Ela tinha lançado quatro álbuns de estúdio com a banda dela LaRue, formada pelo irmão dela Phillip e ela mesma, e um EP como artista solo.

## Discografia

### Como integrante do LaRue
| Ano  | Título       | Gravadora       |
| ---- | ------------ | --------------- |
| 1999 | Waiting Room | Maxisingle      |
| 2000 | LaRue        | Reunion Records |
| 2001 | Transparent  | Reunion Records |
| 2002 | Reaching     | Reunion Records |

### Como artista solo
| Ano  | Título      | Gravadora      |
| ---- | ----------- | -------------- |
| 2012 | Even Now EP | BEC Recordings |